# Малый Кутулик
Малый Кутулик (бур. Бага Хутулэг) — деревня в Аларском районе Усть-Ордынского Бурятского округа Иркутской области. Входит в муниципальное образование «Могоёнок».

## География
Деревня расположена в 6 км к северо-северо-западу от районного центра, в 15 км от центра муниципального образования.
Состоит из 2-х улиц (Центральная и Школьная).

## Топоним
Название Кутулик происходит от бурятского хутэл — «невысокий, пологий или легкопроходимый перевал», «косогор».

## Население
| 2002 | 2010 | 2011 | 2012 |
| ---- | ---- | ---- | ---- |
| 191  | ↘122 | →122 | ↘120 |

## Инфраструктура
В деревне функционируют 2 магазина, есть почтовое отделение. Школы нет, школьников возит в школу села Могоёнок школьный автобус.

## Транспорт
Деревня доступна автотранспортом.